# 君がそばで
「君がそばで」（きみがそばで）は、華原朋美の通算29枚目のシングル。2016年5月11日にユニバーサルJより発売。初回限定盤には「君がそばで」「風の色」のAcoustic Piano Ver.が期間限定でダウンロードできるミュージックコネクティングカード付。

## 概要
前作「はじまりのうたが聴こえる」より1年ぶりのシングルとなり、デビュー21年目として新たなキャリアを踏み出す2016年第1弾となる作品。表題曲は、クァク・ジェヨン監督が“アジアの彼女三部作”の完結編として放ち、中国で32億円を超える大ヒットを記録した「更年奇的な彼女」日本版主題歌。映画主題歌となったのは2003年「クレヨンしんちゃん 嵐を呼ぶ 栄光のヤキニクロード」以来、13年ぶり。サウンドプロデュースは武部聡志が担当。
華原はこの曲について『この曲は最初にデモを聞かせていただいた時、“今すぐに歌いたい”と思ってしまうほどに歌詞やメロディーに共感を覚えて気持ちが高ぶりました。私のこれまでの半生で経験した様々な事に想いを馳せながら、その中でこれからの人生で大切なことをこの曲に教えてもらえたような気がします。レコーディング中、感情とシンクロして何度も涙をこらえながら言葉を噛みしめて歌いました。この楽曲を聞いていただくリスナー皆さん一人一人が、近くにいる大事な人の大切さを改めて感じるきっかけになってもらえたら、と思います。』とコメントしている。
カップリング曲「風の色」も映画「風の色」主題歌（2年後の2018年に公開）され、ダブル映画タイアップとなった。
MVは歌詞に込めた大切な人への“愛の感情の揺れ動き”をリアルに伝えたい想いから、ワンカットでの撮影を企画。1曲を通して全く編集をせず、華原の歌う姿を捉えている。ワンカットで撮影したMVは、2013年の復帰シングルとなった「夢やぶれて -I DREAMED A DREAM-」以来3年ぶり。売上枚数は1939枚。
本作以降、新曲及びCDでのリリースは行っておらず、発売から4年後の2020年8月31日付を以て、ユニバーサルミュージックとの契約を満了した為、実質的に今作が最後の作品となった（アルバムは前年リリースの『MEMORIES 3 -Kahara Back to 1995-』）。

## 収録曲
| 全編曲: 武部聡志。 |                               |                          |              |
| #                  | タイトル                      | 作詞                     | 作曲         |
| 1.                 | 「君がそばで」                | 中嶋ユキノ               | 宗本康兵     |
| 2.                 | 「風の色」                    | KWAK YEUNJIN・川江美奈子 | KWAK YEUNJIN |
| 3.                 | 「君がそばで (Instrumental)」 |                          |              |
| 4.                 | 「風の色 (Instrumental)」     |                          |              |

## タイアップ
- 映画『更年奇的な彼女』日本語版主題歌（1）
- 映画『風の色』主題歌（2）